# Senise
Pour les articles homonymes, voir Senise (homonymie).
Senise est une commune italienne d'environ 6 900 habitants située dans la province de Potenza, dans la région Basilicate, en Italie méridionale.

## Administration
| Période                                  | Période  | Identité             | Étiquette    | Qualité |
| ---------------------------------------- | -------- | -------------------- | ------------ | ------- |
| 29 mai 2007                              | En cours | Giuseppe Castronuovo | Lista Civica |         |
| Les données manquantes sont à compléter. |          |                      |              |         |

### Communes limitrophes
Chiaromonte, Colobraro, Noepoli, Roccanova, San Giorgio Lucano, Sant'Arcangelo.

### Évolution démographique
Habitants recensés

## Jumelages
- Busto Garolfo (Italie).